# Earthbound (datorspel)
EarthBound är ett tv-spel som släpptes till SNES 1994. I Japan hette det Mother 2: Gyiyg no Gyakushū (MOTHER2 ギーグの逆襲, Mother 2: Gīgu no Gyakushū) eftersom det var en uppföljare till det tidigare släppta NES-spelet Mother. Spelet släpptes inte i Europa förrän dess Virtual Console-lansering på Wii U den 18 juli 2013.

## Kännetecken
Det som får Mother-serien att stå ut lite från mängden är att den är baserad på den moderna västvärlden, medan de flesta rollspel brukar utspela sig i en medeltida fantasymiljö. Det hela är även framfört ur en väldigt knasig, och japansk vinkel. Skaparen, Shigesato Itoi, tog även med ett antal erfarenheter från sitt eget liv i spelet. Ett exempel är att man ringer till sin pappa för att spara, eftersom Shigesato Itoi sällan var hemma under skapandet av spelet och då ofta fick ringa hem till sin dotter samt att Itois pappa inte var hemma ofta under hans uppväxt.

## Handling
Året är 199X. En meteor landar en bit bort från staden Onett i Eagleland.
Pojken Ness vaknar av smällen, och bestämmer sig för att besöka meteoren. Där finns det en massa poliser och grannpojken Pokey går runt och stör dem. Ness återvänder hem, men senare på natten kommer Pokey, och säger att hans lillebror Picky har gömt sig vid meteoren, och att det går runt farliga djur utomhus. Ness går tillbaka till meteoren i sällskap med Pokey och hunden King, där de får besök av flugan Buzz Buzz, som har kommit från 10 år i framtiden för att besöka Ness. Buzz Buzz berättar att om 10 år kommer jorden att vara övertagen av Giygas, en intergalaktisk fara. Buzz Buzz berättar även att en profetia har sagt att 3 pojkar och en flicka kommer att kunna besegra Giygas, att Ness är en av dem, och att Ness måste besöka 8 energifyllda platser och när han besökt alla ska jorden släppa lös gömda krafter i honom.
Kort därefter blir Buzz Buzz dödad av Pokey och Pickys mamma, vilket lämnar Ness ensam i den vrickade världen i EarthBound.

## Spelmekanik
Eftersom spelet inte utspelar sig i en medeltida fantasymiljö som de flesta rollspel brukar göra, så passade det sig inte att ge rollfigurerna magier. De har i stället psykiska attacker, PSI, som i stort sett fungerar likadant som magi. PSI använder PP, som står för Psychic Points, när det används. Varje PSI har olika styrkenivåer (precis som Final Fantasy har Fire, Fira och Firaga), vilket kan utläsas av vilken grekisk bokstav som är efter. Den enklaste av varje PSI är Alfa, den starkaste brukar vara Omega eller Sigma, och Beta samt Gamma är alltid starkare nivåer än Alfa. Hälsan hos varje rollfigurer utläses som HP, förkortning av Hit Points. Förutom att det finns en stat, Guts, vilket har effekten att det ökar chansen att man har 1 HP kvar när man egentligen skulle dö. Guts ökar även chansen för "Critical Hits".
Spelet saknar helt slumpmässiga strider, utan varje fiende går runt som vanligt. När man kommer nära märker de vanligtvis en och går emot en, och när man nuddar fienden så startar striden. Beroende på hur man får kontakt med fienden så kan man få en fördel eller nackdel i striden, men oftast blir det vanlig kontakt där det är jämnt för båda parter. När en fiende har attackerat en så brukar andra fiender också attackera samtidigt om de är tillräckligt nära. Om man är på tillräckligt hög nivå (level) så kommer man inte gå in i en strid utan man kommer bara att vinna på en gång och få exp ändå. Efter att man har besegrat bossen av den platsen så kommer (oftast) alla fiender att undvika dig.

## Rollfigurer

### Ness
Ness (ネス, Nesu) är huvudfiguren i spelet. Han använder sig främst av basebollträn för att attackera och har starka PSI-attacker men inte så jättemycket PP, men han har sin signatur PSI-attack och den heter det du väljer vara din favoritsak i början av spelet. Han är den mest användbara rollfiguren, och det är honom spelaren startar med. Han pratar endast en gång i hela spelet (då med sig själv), och det är därför svårt att få grepp om hans personlighet. Likt huvudfigurerna i Dragon Quest-spelserien är Ness en avbild av den som spelar, därav det begränsade ordförrådet.

### Paula
Paula (ポーラ, Pōra) kännetecknas av sina väldigt starka psykiska krafter, till exempel sina telepatiska krafter som gör att hon rent telekinetiskt kan kontakta personer långt bort när hjälp behövs. Detta använder hon sig av när hon kontaktar Ness och berättar var hon är för att han ska rädda henne. Hon kan även be för att få massa olika effekter under en strid. Det, tillsammans med att hon är en väldigt gullig tjej och att hon använder stekpannor för att attackera, gör henne till en väldigt stereotyp hjältinna.

### Jeff
Jeff (ジェフ, Jefu) är det smarta geniet som bor på internatskolan i Winters. Han ser ut och beter sig som en klassisk nörd, är närsynt, feg och använder sig främst av stora manicker för att försvara sig. Han använder olika sorters skjutvapen för att attackera. När man hittar något som är trasigt så finns chansen att han lagar saken under natten nästa gång man sover om hans IQ är tillräckligt hög. Hans pappa, Dr. Andonuts, är också ett geni, som sägs vara smartare än Einstein. Han ger gruppen två viktiga uppfinningar: "Sky Runner", en flygande farkost, och "Phase Disorter", en ännu mer avancerad farkost som kan resa i tiden.

### Poo
Poo (プー,Pō) är prins i landet Dalaam. Han är väldigt asiatiskt influerad; han har asiatiskt utseende, är väldigt skicklig inom kampsport, och tycker att all västerländsk mat som hamburgare och kakor är äcklig. När man för första gången kontrollerar honom så får man gå igenom en meditation, där man uppmanas att hugga av alla kroppsdelar så att man blir helt handikappad, för att sedan kunna koncentrera sig helt med sinnet. När han klarat prövningen får han flera PSI-attacker, bland annat Teleport Beta vilket gör honom väldigt användbar då han strax därefter går med i övriga gruppen. Han är den enda rollfiguren som lär sig PSI-Starstorm vilket är den starkaste PSI-attacken i spelet och träffar alla fiender.